# Norman Franks
Norman Leslie Robert Franks (auch: Norman Franks und Leslie Franks; geboren 1940; gestorben 21. Mai 2023) war ein britischer Militärhistoriker und Sachbuch-Autor insbesondere zu den zwischen 1914 und 1918 im Ersten Weltkrieg aktiven Jagdfliegern und deren Luftschlachten.
Er starb am 21. Mai 2023 im Alter von 83 Jahren.

## Schriften (Auswahl)
- The greatest air battle. Dieppe, 19th August, London: Grub Street, 1992, ISBN 0-948817-58-5
  - in der ungarischen Ausgabe und Übersetzung: A dieppe-i ütközet. A II. világhaború legnagyobb légi csatája, Debrecen: Hajja, 1998, ISBN 963-9037-46-X
- Norman L. R. Franks, Frank W. Bailey, Russell Guest: Above the lines. The aces and fighter units of the German Air Service, Naval Air Service and Flanders Marine Corps, 1914–1918, London: Grub Street, 1993, ISBN 0-948817-73-9
- Norman Franks, Frank Bailey, Rick Duiven: The Jasta pilots, London: Grub Street, 1996, ISBN 1-898697-47-7
- Norman Franks, Hal Giblin: Under the guns of the German aces. Immelmann, Voss, Göring, Lothar von Richthofen, the complete record of their victories and victims, London: Grub Street, 1997, ISBN 1-898697-72-8
- Norman Franks, Alan Bennett: The Red Baron’s last flight. A mystery investigated, St. Catharines, Ontario: Vanwell, 1997, ISBN 1-55068-046-3 und ISBN 1-898697-75-2
  - in der deutschen Übersetzung von Walther Wuttke: Der Rote Baron – sein letzter Flug. Die Wahrheit über den Tod des deutschen Fliegerasses (= The red barons last flight), Königswinter: Heel, 1998, ISBN 978-3-89365-713-1 und ISBN 3-89365-713-4
  - genehmigte Sonderausgabe: Königswinter: Heel, 2007, ISBN 978-3-89880-842-2 und ISBN 3-89880-842-4; Inhaltstext
- The Red Baron. A history in pictures, biographisch angelehnter Bildband, Barnsley, South Yorkshire: Pen & Sword Aviation, 2016, ISBN 978-1-4738-6122-0 und ISBN 1-4738-6122-5; Inhaltsverzeichnis